# Eimantas Poderis
Eimantas Poderis (ros. Эймантас Подерис, ur. 13 września 1973 w Olicie) – litewski piłkarz występujący na pozycji napastnika, reprezentant Litwy w latach 1992–2005.

## Sukcesy

### Zespołowe
Litwa
- Baltic Cup: 1992, 2005

FK Žalgiris Wilno
- mistrzostwo Litwy: 1991, 1991/92

Inkaras Kowno
- mistrzostwo Litwy: 1994/95, 1995/96
- Puchar Litwy: 1994/95
- Superpuchar Litwy: 1995

FBK Kaunas
- mistrzostwo Litwy: 2003, 2004
- Puchar Litwy: 2004, 2005
- Superpuchar Litwy: 2004

### Indywidualne
- król strzelców A lygi: 1994/95 (24 gole)